# Podocarpus lawrencei
Podocarpus lawrencei es una especie de podocarpo nativo de las montañas Australia, desde el sur de Tasmania hasta las tierras altas de Nueva Gales del Sur, donde se le conoce con el confuso nombre de pino-ciruelo de montaña (Mountain Plum-pine) (no es un  pino ni un ciruelo). Crece en sitios expuestos hasta 1,800 m, con frecuencia formando alfombras vivientes sobre las rocas y la acción del viento a veces cortando sus ramas. 
Las hojas miden 1 cm de largo 2-3 mm de ancho, verdes, frecuentemente con tonos rojizos, particularmente en el clima frío de invierno. Tiene conos pequeños, rojos, brillantes y rojos parecidos a bayas, con un arilo de 5-10 mm de largo y una (raramente dos) semillas apicales de 6-8 mm de largo; son comidas por aves y marsupiales, pero son tóxicas para la mayoría de otros mamíferos (incluyendo humanos).
Mientras es normal el crecimiento lento, raramente alcanzando más de 1 m en los Alpes Australianos, en la meseta de  Errinundra Plateau en el este de Victoria alcanza 15 m de altura. La madera es demasiado rara para ser usada en trabajos manuales.
Ha habido algún debate de si Podocarpus lawrencei es realmente una especie separada de Podocarpus alpinus; algunos botánicos lo tratan como una variedad de esa especie. El nombre es frecuentemente mal escrito así lawrencii.

## Cultivo
El pino-ciruelo es tolerante a condiciones bastante secas y rebrota después de perder todas sus hojas después de una sequía. Sobrevive a −16 °C a 45 °C y crece bien a pleno sol o en espacios muy sombreados. Es de crecimiento lento, aumentando 3-5 cm cada año. Puede ser cultivado por estaca o semilla. El follaje nuevo es usualmente verde lima, oscureciéndose a olivo conforme madura.
El pino ciruelo debe plantarse idealmente a plena luz del sol con abundante agua. Se convierte en una excelente planta de interior con una ventana bien iluminada. Es un excelente bonsái o planta de seto, aunque requiere de alguna paciencia.